# اینیشیر
اینیشیر (به لاتین: Inisheer) یک منطقهٔ مسکونی در جمهوری ایرلند است که در شهرستان گالوی واقع شده‌است. اینیشیر ۲۶۰ نفر جمعیت دارد.